# Eau Blanche (rivière)
Pour les articles homonymes, voir Eau blanche.
L'Eau Blanche est une rivière de Belgique en Wallonie et un affluent du Viroin, donc un sous-affluent de la Meuse.

## Géographie
Cet affluent du Viroin fait partie du bassin versant de la Meuse.
Il prend sa source dans l'étang de Seloignes (ou étang de la Fourchinée), qui marque la limite territoriale entre les communes de Villers-la-Tour (Chimay) et de Seloignes (Momignies).
L'Eau Blanche arrose successivement les villages de Seloignes, Villers-la-Tour, Saint-Remy, Chimay, Virelles, Lompret, Aublain, Boussu-en-Fagne, Mariembourg et se mélange ensuite à l'Eau Noire entre Nismes et Dourbes pour former le Viroin.
L'Eau Blanche traverse l'Etang de Virelles qui est aussi le confluent du ruisseau de Lambrecies.

## Affluents
- La Brouffe (rg[note 1]), qui passe au nord de Mariembourg, ville créée et fortifiée par Marie de Hongrie, vers 1546, avec des douves en eau, conflue à l'est de Mariembourg alors que l'Eau Blanche passe juste au sud de Mariembourg.
- la branche le Grand Morin (rd), défluent et affluent
- le ruisseau de Lambrecies (rg), qui conflue à l'Etang de Virelles.
- le ruisseau de Bardompré (rd)

### Rang de Strahler
Son rang de Strahler est donc de deux.

## Aménagements et écologie

### Avifaune
Dans la vallée de l'Eau blanche, on rencontre « un oiseau rare et menacé : le râle des genêts », ainsi que « le pipit des prés, le bruant des roseaux, le tarier pâtre, la pie-grièche écorcheur »

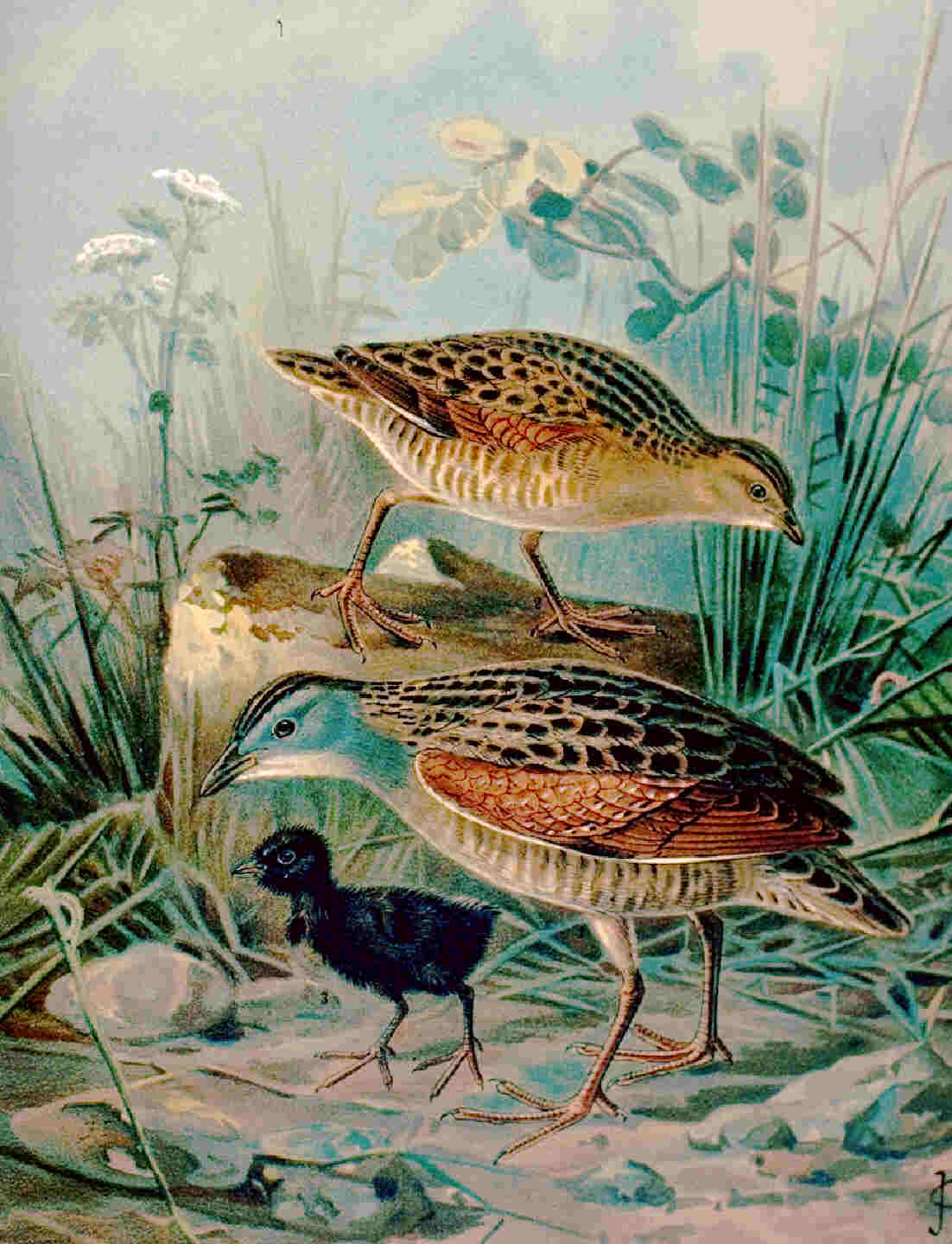
Râle des genêts.
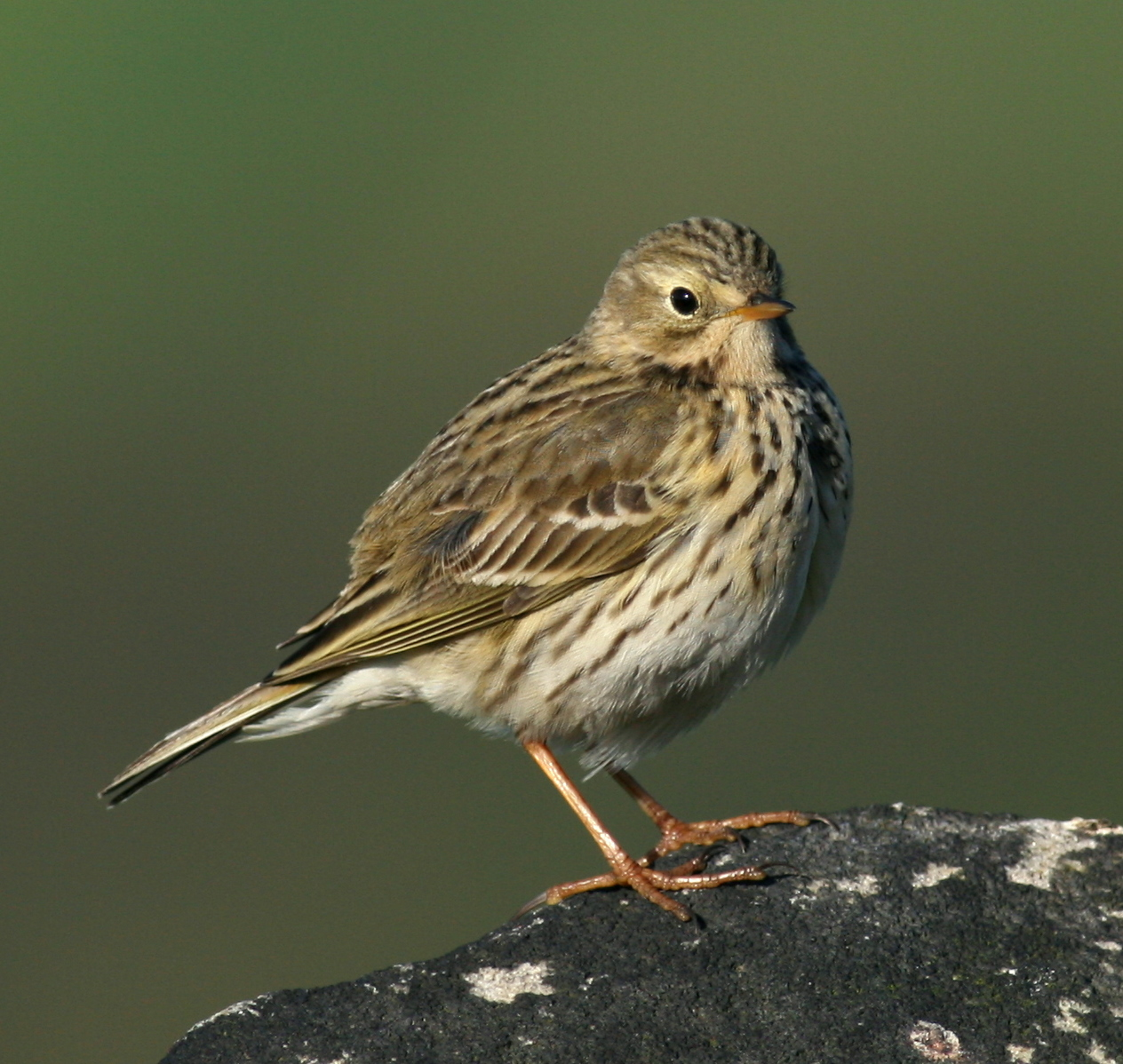
Pipit des prés.
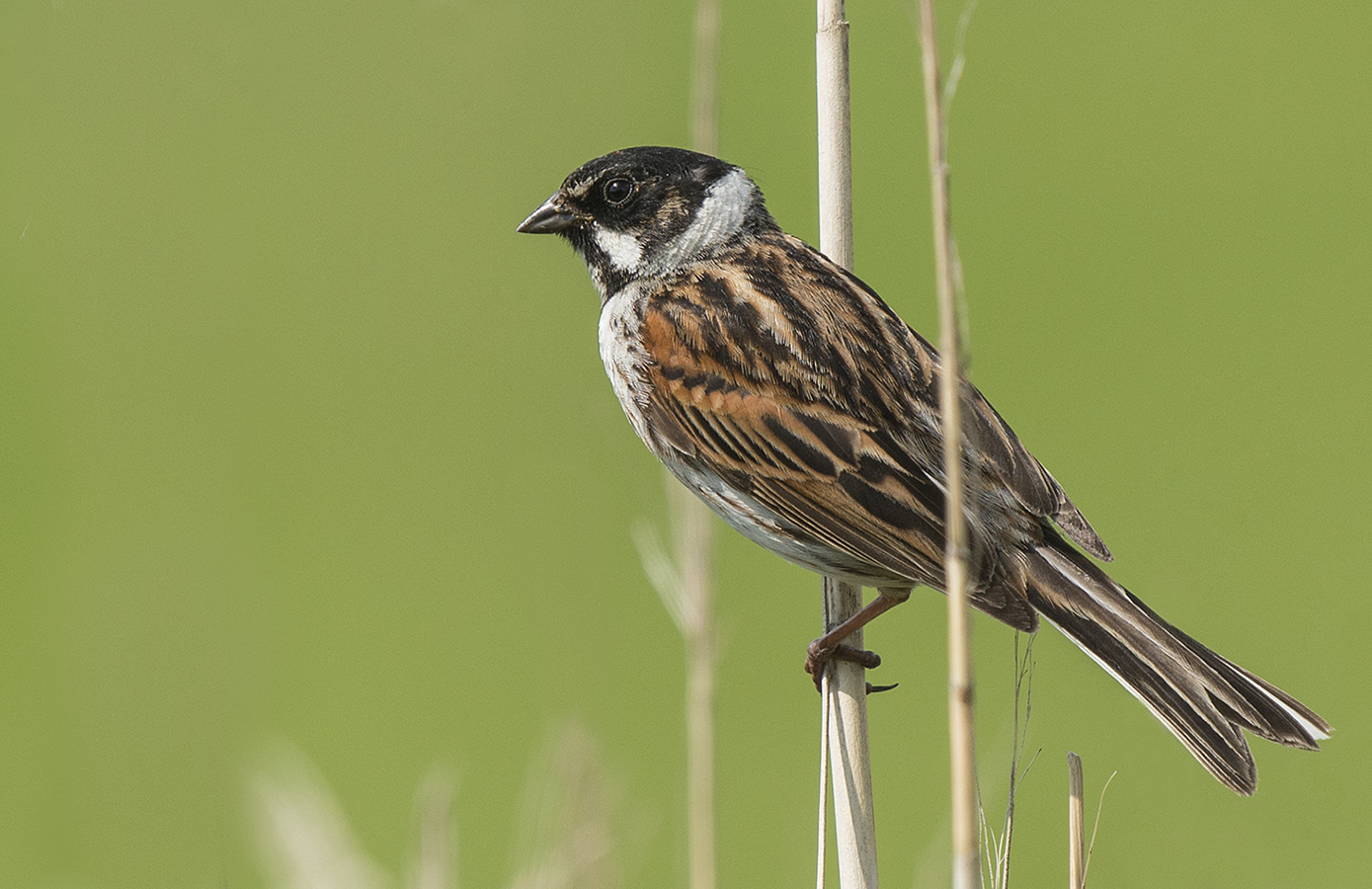
bruant des roseaux.
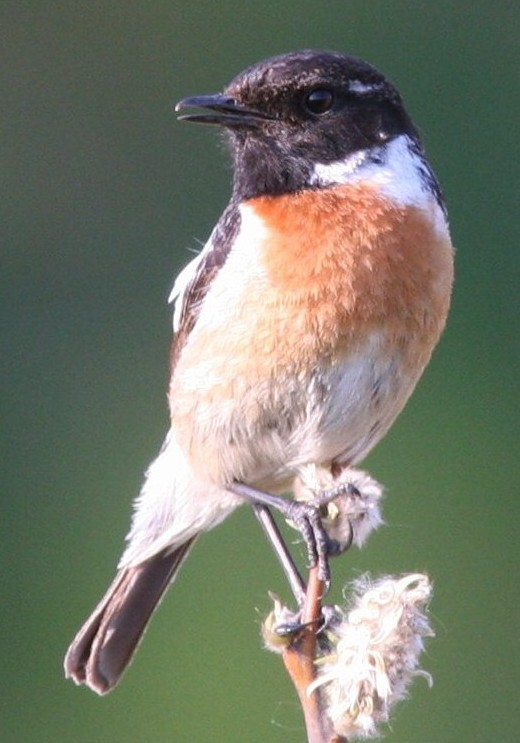
tarier pâtre.
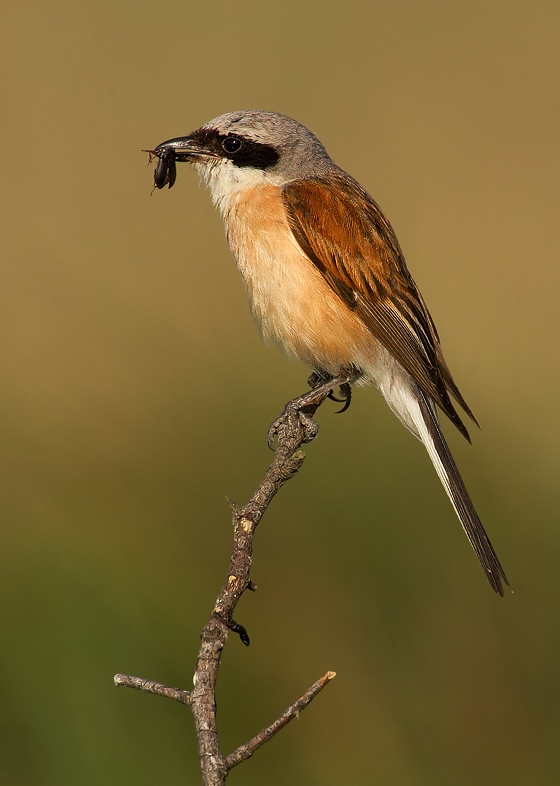
pie-grièche écorcheur.

## Hydronymie
Le nom d'Eau Blanche est dû à la couleur blanchâtre donnée par les boues crayeuses de la Calestienne, région aux sols très calcaires.

## Gallerie de photos

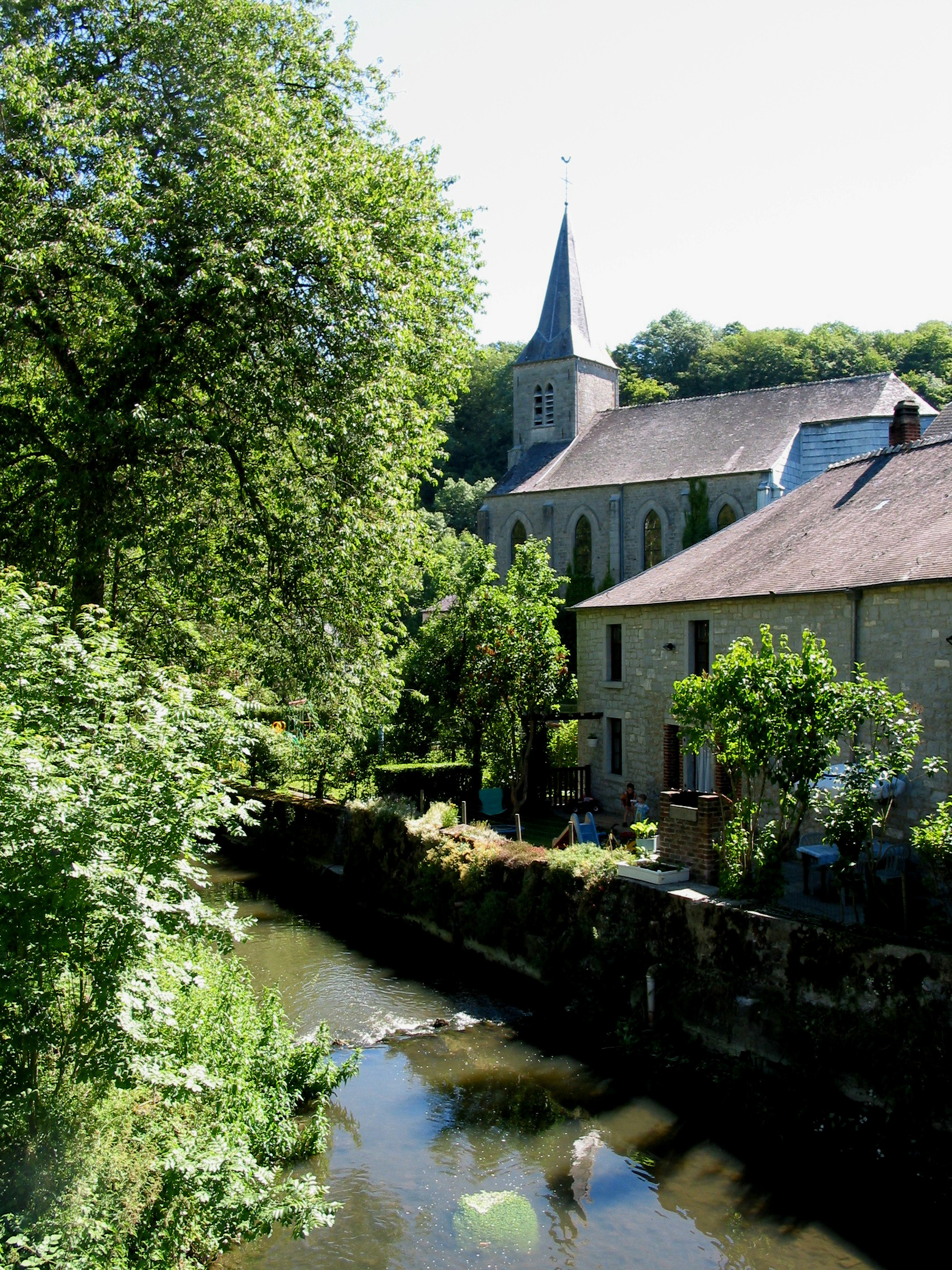
À Lompret
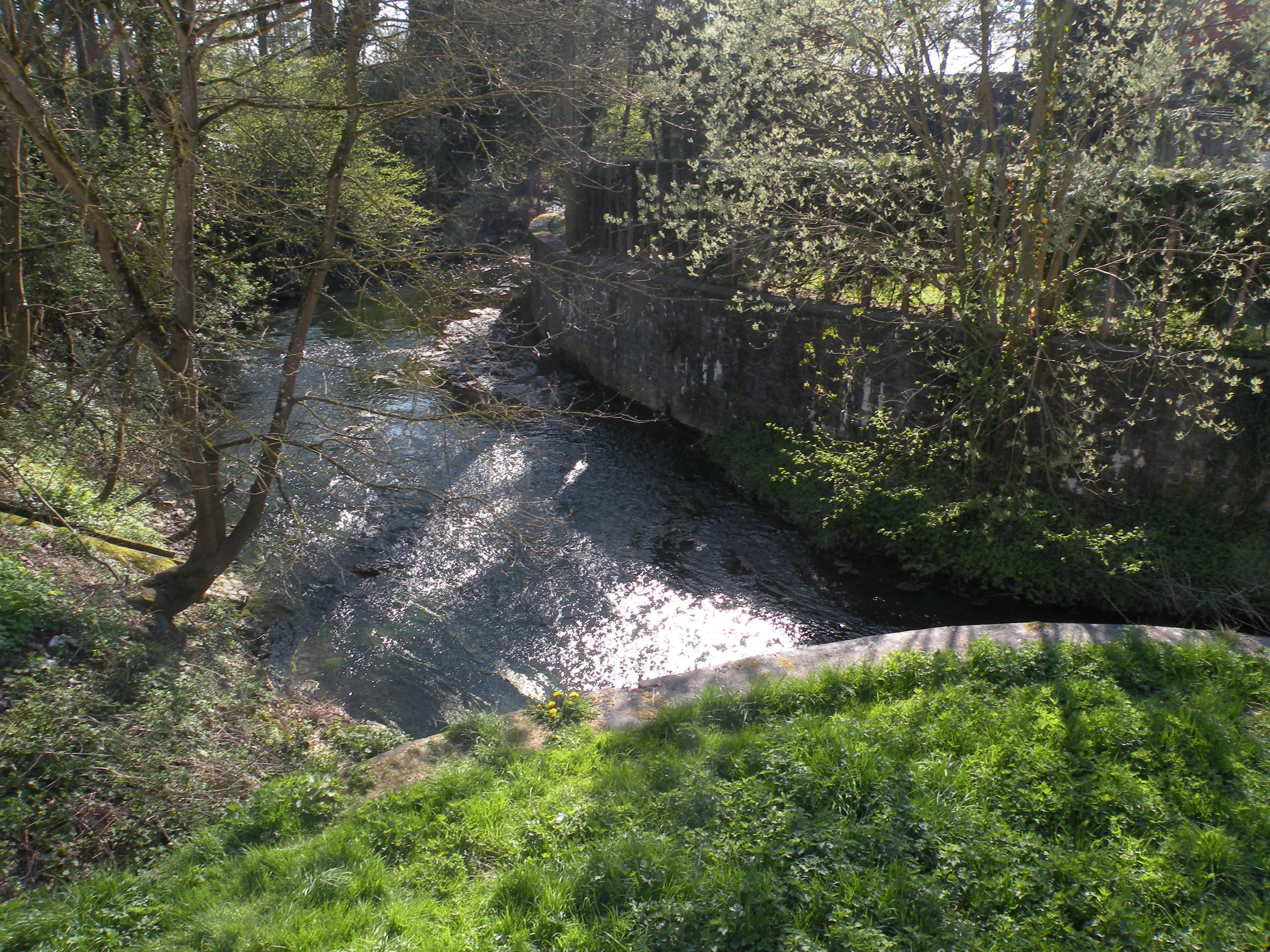
Au pied du Chateau de Chimay
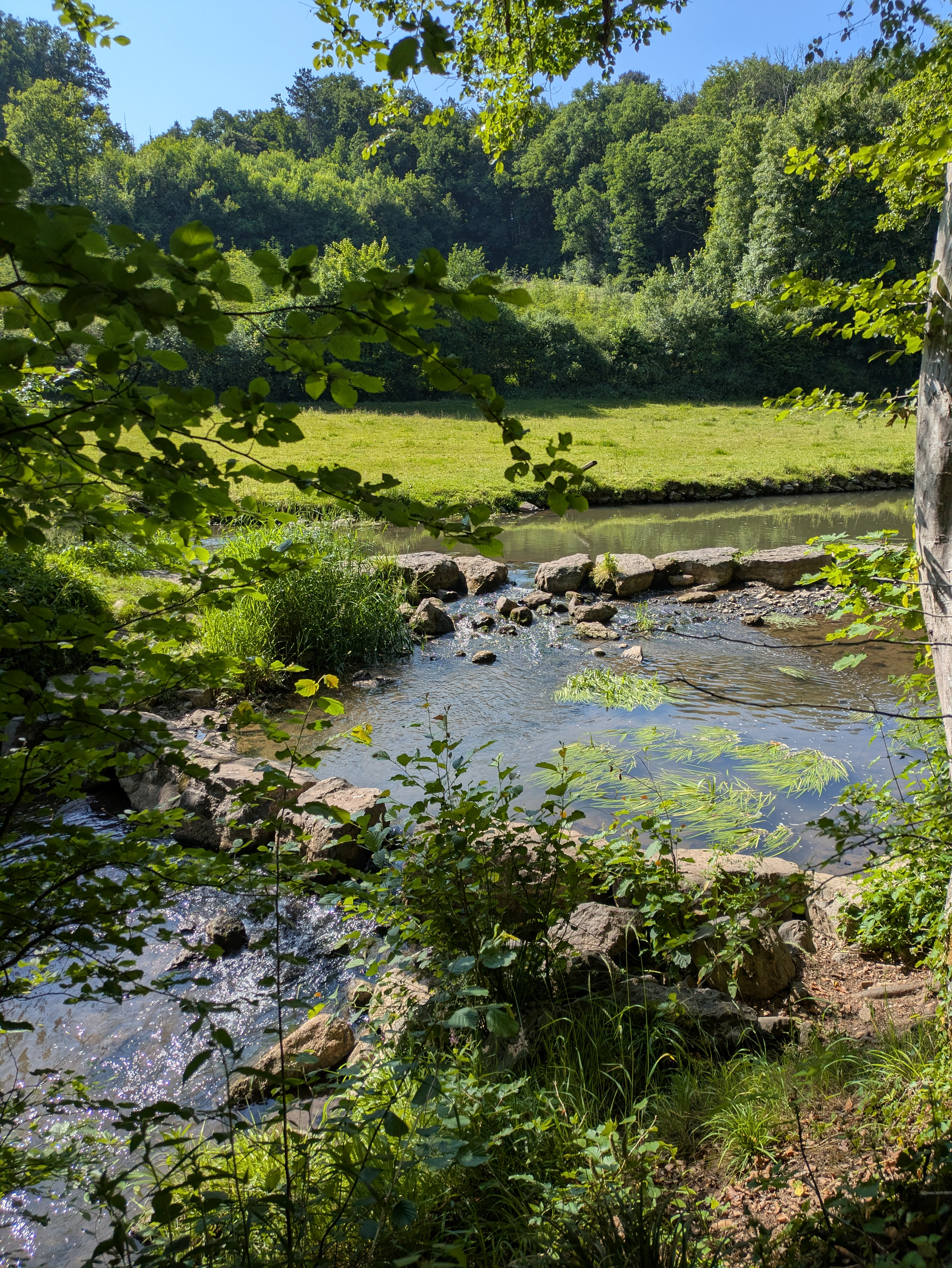
Dans le Bois de Blaimont (Virelles)